# Простір (телесеріал, сезон 2)
Сезон 2 завершує події книги «І прокинеться Левіафан» та починає сюжетні лінії з «Воєн Калібана», а також адаптує оповідання «Драйв». Трансляція першого епізоду почалася 1 лютого 2017 року та виходила щосереди до 19 квітня 2017-го, складаючись із тринадцяти одногодинних епізодів. Знімальна команда почала працювати над сезоном до отримання офіційного підтвердження від «Syfy». Виробництво почалося в січні 2016 року і закінчилося у листопаді 2016-го — з датами зйомок між 13 квітня і 12 вересня 2016 року. На сайті «Rotten Tomatoes» 2-й сезон отримав 95 % схвалення при 22 відгуках. В резюме сказано: «Другий сезон Expanse пропонує більше чудових характерних цінностей серіалу, покращуючи розвиток персонажів і політично захоплюючі оповіді.»

## У ролях
| Актор               | Роль                    |
| ------------------- | ----------------------- |
| Томас Джейн         | Джо Міллер              |
| Стівен Стрейт       | Джим Голден             |
| Кас Анвар           | Алекс Камал             |
| Домінік Тіппер      | Наомі Нагата            |
| Вес Четем           | Амос Бартон             |
| Френкі Адамс        | Роберта "Боббі" Дрейпер |
| Флоранс Февр        | Джулі Мао               |
| Шон Дойл            | Садавір Еррінрайт       |
| Шогре Аґдашлу       | Крісджен Авасарала      |
| Франсуа Шо          | Жуль-П'єр Мао           |
| Г'ю Діллон          | Саттон                  |
| Байрон Манн         | адмірал Нгуен           |
| Нік Тарабей         | Котіяр                  |
| Деніел Кеш          | Ентоні Дрезден          |
| Кевін Ганчард       | Сематімба               |
| Сара Аллен          | Гіллі                   |
| Мфо Коахо           | рядовий Тревіс          |
| Чад Коулмен         | Фред Джонсон            |
| Кара Джі            | Каміна Дрейпер          |
| Едріен Дж. Гріффітс | Нікіл                   |
| Карлос Гонсалес-Віо | Кортасар                |
| Деніел Малік        | татуйований Белтер      |
| Браян Джордж        | Арджун Авасарала        |
| Конрад Пла          | полковник Янус          |
| Сем Гантінгтон      | Соломон Епштейн         |
| Тед Віттолл         | Ітурбі                  |
| Пітер Аутербрідж    | Мартенс                 |
| Кле Беннет          | лейтенант Торсен        |
| Джаред Гарріс       | Андерсон Доуз           |
| Террі Чен           | Праксідайк Менг         |
| Грейс Лінн Кунг     | Доріс                   |
| Леа Медісон         | Мей                     |
| Рейчел Кроуфорд     | адміралка Пенья         |
| Джефф Сеймур        | Коршунов                |
| Еллісон Госсак      | Умеа                    |
| Гейдж Манро         | Джефферсон Еррінрайт    |
| Адам Севідж         | спеціаліст місії        |
| Еліас Туфексіс      | гібрид                  |

## Епізоди
| № п/п | № в сезоні | Назва                                           | Режисер         | Сценарист                                | Оригінальний показ | Оригінальний показ українською | Код            | Рейтинг        |
| --- | ---------- | ----------------------------------------------- | --------------- | ---------------------------------------- | ------------------ | ------------------------------ | -------------- | -------------- |
| 1 | 11         | «Safe» «Безпечний»                              | Брек Айснер     | Гоук Остбі; Марк Фергус                  | 1 лютого 2017      | Буде оголошено                 | Буде оголошено | Буде визначено |
| Сержант-стрілець марсіанської морської піхоти Боббі Дрейпер та її команда проходять бойову підготовку на Марсі. Їх відправляють на дослідницьку станцію Фібі — на яку було здійснено напад. Організація Об'єднаних Націй обговорює блокування розгортання флоту MCRN; Авасарала підтримує цей захід. Але приватно вважає, що Еррінрайт готує її як козла відпущення, і наймає приватну охорону. Судно MCRN обстрілює корабель ООН. ООН вирішила не стріляти у відповідь, вважаючи, що марсіанські сили займаються демонстрацією сили. Ракети проходять повз судно ООН і знищують станцію «Фібі». Дрейпер вважає, що війна з Землею — це добре; її командир Саттон — що війни слід уникати. Голден і Міллер одужують від променевої хвороби. Міллер і Амос мають жорстокі розбіжності щодо Наомі. Екіпаж «Росінанта» знаходить зразок протомолекули в кріогенному сейфі, вилученому з «Анубіса», і вирішує сховати його в поясі космічного сміття. Наомі та Голден ремонтують «Росінант», і їхні особисті стосунки поглиблюються. Алекс готує лазанью для екіпажу «Росінанта», і за вечерею напруга спадає. |            |                                                 |                 |                                          |                    |                                |                |                |
| 2 | 12         | «Doors & Corners» «Двері та кути»               | Брек Айснер     | Тай Франк; Даніель Абрахам               | 1 лютого 2017      | Буде оголошено                 | Буде оголошено | Буде визначено |
| Авасарала викликає позаштатного шпигуна Котіяра Газі. «Росінант» прибуває на станцію Тихо, і Джонсон незадоволений ними, але ситуація розряджається. Прояснюється, що відбувається на Еросі. І що дані з інциденту на Еросі передаються на станцію Тот. Фред Джонсон збирає ударну команду з ворогуючих фракцій Альянсу зовнішніх планет, убивши при цьому одного з їхніх лідерів. «Росінант» призначений силовим кораблем місії під час нападу на станцію Тот, залучаючи оборону станції та розчищаючи шлях для абордажу. Станція не готова захищатися, і керування потрапляє до абордажної команди. Вони захоплюють головного вченого проєкту Дрездена та підлеглого Кортасара. Дрездена не цікавить, з ким він спілкується, доки може продовжувати свою роботу. Дрезден пояснює джерело, небезпеки та можливості протомолекули і намагається переконати Голдена та Джонсона дозволити йому продовжити проєкт, але Міллер стріляє науковцю в голову. |            |                                                 |                 |                                          |                    |                                |                |                |
| 3 | 13         | «Static» «Статичний»                            | Джефф Вулноу    | Робін Вейт                               | 8 лютого 2017      | Буде оголошено                 | Буде оголошено | Буде визначено |
| Земля знищує супутник Марса Деймос як відплату за те, що MCRN знищила Фібі. Це створює напругу в команді Боббі Дрейпер. Голден і його команда повертаються до станції Тихо, розлючені на Міллера за вбивство Дрездена, провідного вченого проєкту протомолекули. Фред Джонсон каже Міллеру, що йому потрібно піти. Але Міллер залишається і відвідує мормонський храм. Джонсон, Голден і Амос придумують, як змусити полоненого вченого Кортасара заговорити. Міллер розуміє, що Ерос має бути знищений. І що Фред Джонсон має необхідне для цього обладнання — «Nauvoo». |            |                                                 |                 |                                          |                    |                                |                |                |
| 4 | 14         | «Godspeed» «Божа швидкість»                     | Джефф Вулноу    | Ден Новак                                | 15 лютого 2017     | Буде оголошено                 | Буде оголошено | Буде визначено |
| Авасарала збирає інформацію, що пов'язує протомолекулу з Жулем-П'єром Мао, батьком Жулі, і розробляє план «витоку» цієї інформації. Планом Міллера «Наву» введено в дію. Після збирання групи підривників, щоб запечатати доки Ероса, з «Наву» евакуювали людей, конфіскували та взяли курс на зіткнення, щоб спрямувати Ерос на Сонце. Після польоту до Еросу «Росінант» скидає свій вантаж бомб, і команда підривників готує їх для точного розміщення. Ускладнення виникає, коли виявляється група лікарів-гуманітаріїв, які не будуть виконувати накази Голдена, тому він знищує їхній корабель, щоб запобігти поширенню протомолекулярної інфекції. Уламки пошкоджують одну з бомб Міллера, і він вирішує залишитися з нею на Еросі, спостерігаючи за наближенням «Наву». Але зіткнення не відбувається. Голден і екіпаж підтверджують, що «Nauvoo» не промахнувся — незважаючи на відсутність силової установки, створеної людиною, здатної це зробити, Ерос маневрував, щоб уникнути удару. |            |                                                 |                 |                                          |                    |                                |                |                |
| 5 | 15         | «Home» «Домівка»                                | Девід Гроссман  | Гоук Остбі; Марк Фергус                  | 22 лютого 2017     | Буде оголошено                 | Буде оголошено | Буде визначено |
| Ерос мчить курсом зіткнення до Землі. Міллер і команда вирішують, що детектив принесе бомбу в серцевину Ероса, щоб знищити її, а потім втекти назад на «Росінант». На Землі ООН вирішує запустити свої планетарні оборонні ядерні ракети по наступаючому Еросу, але астероїд ухиляється від них, стаючи непомітним, перестаючи відображатися на радарі. Екіпаж «Росінанта» використовує свою близькість до астероїда, щоб забезпечити фіксацію цілі Фреду Джонсону, який направлятиме ракети до Ероса. Ерос реагує на це, прискорюючись ще швидше; щоб підтримувати візуальний контакт, «Росінант» прискорюється на межі людської витривалості й врешті припиняє погоню. Міллер прибуває з бомбою в серце Ероса і виявляє перетворену Джулі Мао. Хоча протомолекула заразила її та Ерос, вона певним чином заразила в зворотньому напрямі. І може впливати на траєкторію Ероса. Поєднанням слів і ніжності, а також після того, як він зняв захисний скафандр, Міллер переконує Мао перенаправити Ерос подалі від Землі до Венери, де він розбивається під час катастрофи планетарного масштабу. |            |                                                 |                 |                                          |                    |                                |                |                |
| 6 | 16         | «Paradigm Shift» «Зміна парадигми»              | Девід Гроссман  | Наген Шанкар                             | 1 березня 2017     | Буде оголошено                 | Буде оголошено | Буде визначено |
| Оповідь марсіанського колоніста Соломона Епштейна, який передбачає майбутнє, де Марс буде звільнений від контролю Землі за допомогою свого термоядерного двигуна. У сьогоденні Авасарала вимагає від Еррінрайта вивести Мао з укриття, погрожуючи родині та його бізнес-імперії. На Тихо, ідея Фреда Джонсона використати тридцять зниклих ядерних боєприпасів як розмінну монету проти Землі та Марса розлютила Голдена. Екіпаж «Росінанта» співчуває смерті Міллера та погоджується запустити зразок протомолекули на Сонце. Наомі підроблює запуск; інші вважають, що зразка не залишилося. На Ганімеді Боббі Дрейпер і її морські піхотинці відправляються патрулювати сільськогосподарські ферми. Вони бачать, як морські піхотинці ООН біжать до них і стріляють. Їхні комунікації заглушені. Флоти UNN і MCRN на орбіті вважають, що глушіння є частиною атаки один одного. На орбіті розгорається повномасштабна битва. Це руйнує кілька гігантських орбітальних дзеркал. Уламки, що розбиваються, спустошують колонію. «Сіроко» потрапляє під вогонь, і Саттон гине. Після битви поранена Боббі отямлюється та бачить, що її команда вбита, а над нею стоїть нелюдська постать.                                   |            |                                                 |                 |                                          |                    |                                |                |                |
| 7 | 17         | «The Seventh Man» «Сьома людина»                | Кеннет Фінк     | Джорджія Лі                              | 8 березня 2017     | Буде оголошено                 | Буде оголошено | Буде визначено |
| Після битви над Ганімедом Боббі рятують MCRN і просять повідомити про події, чому деякі з її начальників не вірять. На Землі Авасарала вимагає мирного саміту між Землею та Марсом, щоб запобігти подальшій ескалації напруженості, в якій обидві планети вважали, що інша першою вистрілила над Ганімедом. Понад три тисячі людей загинули під час інциденту на Ганімеді, а величезна шкода, завдана колонії, знищила сільськогосподарські куполи — від яких залежить Пояс, що призвело до голодної смерті та кризи біженців. На станції Тихо нещодавно прибулого Андерсона Доуса просять представляти Пояс у переговорах про мир із Землею та Марсом. Але Доус переконує Белтерів, що Земля та Марс ніколи не поважатимуть Пояс. Боббі наказують прилетіти на Землю — на мирний саміт — і повідомити землянам, що першим випадково вистрілив Марс, незважаючи на те, що Боббі пам'ятає про присутність інопланетної фігури, від якої тікали морські піхотинці ООН. На Тихо Доус дізнається про присутність і знання Кортасара. Пізніше виявилося, що Кортасар зник зі своєї камери, що змусило Алекса та Наомі переслідувати корабель, який втікав, лише для того, щоб знайти Діого на борту, а Доус та Кортасар зникли. |            |                                                 |                 |                                          |                    |                                |                |                |
| 8 | 18         | «Pyre» «Вогнище»                                | Кеннет Фінк     | Робін Вейт                               | 15 березня 2017    | Буде оголошено                 | Буде оголошено | Буде визначено |
| На борту корабля біженців Ганімеда ботанік Праксідеке Менг та інші прямують у безпечне місце, він оплакує втрату своєї доньки Мей, яку вважають мертвою, коли дзеркала впали з орбіти. Екіпаж корабля викидає біженців із внутрішніх планет, у тому числі товаришку Пракса, із шлюзу, це сталося внаслідок зростання напруги між Белтерами та Внутрішніми. Пізніше корабель прибуває на станцію Тихо, яка заповнена тисячами біженців з Ганімеда. На Тихо екіпаж «Росінанта» виявляє, що протомолекулний «крик» (сигнал) надійшов від Ганімеда під час бою. І що педіатр, доктор Стрікленд, який раніше працював на «Протоген», також був на Ганімеді. Вони підключаються до Пракса після того, як знаходять кадри, на яких Стрікленд залишає педіатричну клініку з його дочкою за годину до бою. Тим часом прихильники Доуса на Тихо штурмують міст і беруть у заручники Фреда Джонсона та його підлеглу Каміну Драммер, бажаючи запустити ракети назад на Землю, щоб спровокувати бійку. Але їм це не вдається, коли втручається екіпаж «Росінанта». Пракс з екіпажем «Росінанта» вирушив до Ганімеда із новою надією, що його дочка все ще жива.                                                                        |            |                                                 |                 |                                          |                    |                                |                |                |
| 9 | 19         | «The Weeping Somnambulist» «Ридаюча сомнамбула» | Мікаель Саломон | Геллі Ламберт                            | 22 березня 2017    | Буде оголошено                 | Буде оголошено | Буде визначено |
| Наближаючись до Юпітера, екіпаж «Росінанта» розуміє, що їхній корабель надто відомий, тому вони захоплюють «Ридаючого сомнамбулу». Але не в змозі переконати екіпаж, що вони не хочуть нічого шкодити. Делегація Марса прибуває на Землю для мирних переговорів, і Боббі Дрейпер дає свідчення. Це створює враження, ніби Марс почав битву біля Ганімеда випадково. Алекс бере «Росінант», щоб сховатися за місяцем Юпітера, чекаючи повідомлення від екіпажу, щоб забрати чи врятувати, і Пракс не вражений здатністю екіпажу до планування. Після прибуття Голден і Амос розуміють, що з «Сомнамбулою» щось не так, і, намагаючись втрутитися, один із екіпажу «Сомнамбули» гине. Дослідницьке судно на орбіті навколо Венери, «Арбогаст», виявляє, що зона зіткнення Ероса кишить незрозумілою діяльністю, інформація, яку Авасарала отримує з додатковими свідченнями Боббі Дрейпер, щоб зрозуміти, що сонячна система все ще в небезпеці. |            |                                                 |                 |                                          |                    |                                |                |                |
| 10 | 20         | «Cascade» «Каскад»                              | Мікаель Саломон | Ден Новак                                | 29 березня 2017    | Буде оголошено                 | Буде оголошено | Буде визначено |
| Незважаючи на арешт свого командира, Боббі вирирається з марсіанського посольства, щоб побачити океан. Вона проходить через гурт вуличних людей під естакадами на шляху. Еррінрайт зізнається Авасаралі у своїй ролі в допомозі Жулю-П'єру Мао в інциденті з Еросом. Авасарала підходить до Боббі із зображеннями нелюдської фігури з Ганімеда, тепер вірячи, що Мао створив її як зброю — яка може опинитися у власності Марса. На Ганімеді Амос силою примушує торговця поділитися інформацією про кадри, на яких доктор Стрікленд веде Мей до найстарішої частини станції Ганімед. Пракс усвідомлює, що екосистемі Ганімеда завдано занадто багато шкоди, щоб коли-небудь її відновити. Сам на «Росінанті» Алекс отримує сповіщення MCRN про оголошення Ганімеда забороненою для польотів зоною. |            |                                                 |                 |                                          |                    |                                |                |                |
| 11 | 21         | «Here There Be Dragons» «Тут є дракони»         | Роб Ліберман    | Джорджія Лі                              | 5 квітня 2017      | Буде оголошено                 | Буде оголошено | Буде визначено |
| Боббі вибиває у капітана Мартінса зізнання, що проєкт «Калібан» розроблявся для Марса задовго до Ганімеда, де гібрид пройшов бойове хрещення. Викравши конфіденційну інформацію, вона одержує політичний притулок в ООН. Жуль-П'єр Мао пропонує Авасаралі зустрітися в нейтральній зоні для переговорів. Алекс використовує супутники Юпітера як гравітаційну рогатку для прибуття на Ганімед в обхід патрулів МКР. У старій частині станції виявляються озброєні люди та вчені, а також кріокапсули з дітьми. Екіпаж розуміє: дітям мешканців астероїдів із ослабленою імунною системою навмисно впроваджували протомолекулу. Під час перестрілки вчених і найманців поранено протомолекулярну істоту, яка втікає на поверхню Ганімеда. «Арбогаст» за допомогою зонда виявляє на поверхні Венери створену протомолекулою структуру. Наомі та Еймос вирішують евакуювати людей із гинучої станції — у той час як Голден, Пракс та Алекс починають переслідувати істоту. |            |                                                 |                 |                                          |                    |                                |                |                |
| 12 | 22         | «The Monster and the Rocket» «Монстр і ракета»  | Роб Ліберман    | Марк Фергус; Гоук Остбі                  | 12 квітня 2017     | Буде оголошено                 | Буде оголошено | Буде визначено |
| Мао в обмін на реабілітацію та розморожування активів обіцяє надати доступ до протомолекули і Землі, й Марсу, тим самим запобігши їхній майбутній війні на знищення. Пракс пропонує не вбивати істоту — адже це може бути його дочка. Еррінрайт під час особистої зустрічі з міністром оборони Марса Коршуновим отруює його токсином, підробивши це як серцевий напад. Після цього доручає знищити секретний корабель марсіан, що прямував на Ганімед за протомолекулярною істотою. Наомі та Еймос лагодять «Паломника», але в ньому є повітря лише для 52 біженців. Еррінрайт виходить на зв'язок із переговорниками і наказує Мао вбити Авасаралу. Після виходу «Паломника» на орбіту Ганімеда його атакує блокадний флот Марса, але «Росінант» рятує корабель, погрожуючи застосувати арсенал, що є на борту. Протомолекулярна істота спромоглася сховатися на борту «Росінанта». |            |                                                 |                 |                                          |                    |                                |                |                |
| 13 | 23         | «Caliban's War» «Війна Калібана»                | Тор Фройденталь | Тай Франк; Даніель Абрахам; Нарен Шанкар | 19 квітня 2017     | Буде оголошено                 | Буде оголошено | Буде визначено |
| У вантажному відсіку «Росінанта» виявляється протомолекулярна істота, яка, поранивши Голдена, починає пробиватися до реактора корабля. Незважаючи на поранення Котіяра у перестрілці з людьми Мао, Боббі за допомогою силової броні її костюма вдається врятувати Авасаралу. Усвідомивши, що істота живиться радіацією, екіпаж виманює її у відкритий космос за допомогою ядерного заряду, після чого спалює за допомогою головного двигуна корабля. «Арбогаст» починає посадку на Венеру, під час якої невідома сила зупиняє його спуск і починає розбирати на частини; доля команди невідома. Наомі зізнається, що віддала свій зразок протомолекули Фреду Джонсону для захисту Пояса. Доктор Стрікланд поміщає Мей у стазу, як і кілька інших дітей. |            |                                                 |                 |                                          |                    |                                |                |                |